# Tränentropfen-Falterfisch
Der Tränentropfen-Falterfisch (Chaetodon unimaculatus) lebt in kleinen Gruppen von 3 bis 5 Tieren im gesamten tropischen Indopazifik und im Roten Meer. Häufig hält er sich in Tiefen bis zu 15 Metern in der Nähe von Lederkorallen auf. Es gibt Farbformen mit mehr weißer oder mehr gelber Grundfarbe.
Der Tränentropfen-Falterfisch wird bis zu 23 Zentimeter lang. Er ernährt sich vor allem von Korallenpolypen, daneben von Schwämmen, Borstenwürmern und Algen.